# Michel Bussi
Michel Bussi (Louviers, 29 de abril de 1965) é um escritor francês  de thrillers e romances policiais, também é analista político e professor de geografia na Universidade de Rouen. De acordo com a lista de best-sellers do Le Figaro/GfK, Bussi foi o segundo autor francês mais vendido de 2018, vendendo 975.800 cópias. Ele apareceu no top 10 anual desde 2013.

## Biografia
Nascido em 1965, na Normandia, ele tinha 40 anos quando publicou seu primeiro romance, em 2006. Seu primeiro grande sucesso veio em 2011 com Nymphéas noirs (Ninfeias negras), e desde então ele já ganhou diversos prêmios literários e teve suas obras traduzidas para mais de 35 países. Teve três romances adaptados para séries de TV francesas.
A maioria de seus romances são ambientados na Normandia. Seu local atual, isso junto com seu ensino e pesquisa na Normandia lhe rendeu o título de Parrain Officiel (patrocinador oficial) durante o Festival da Normandia de 2014, um festival regional celebrado em toda a Normandia e além.

## Obras
- Code Lupin (2006)
- Omaha crimes (2007)
- Mourir sur Seine (2008)
- Sang famille (2009)

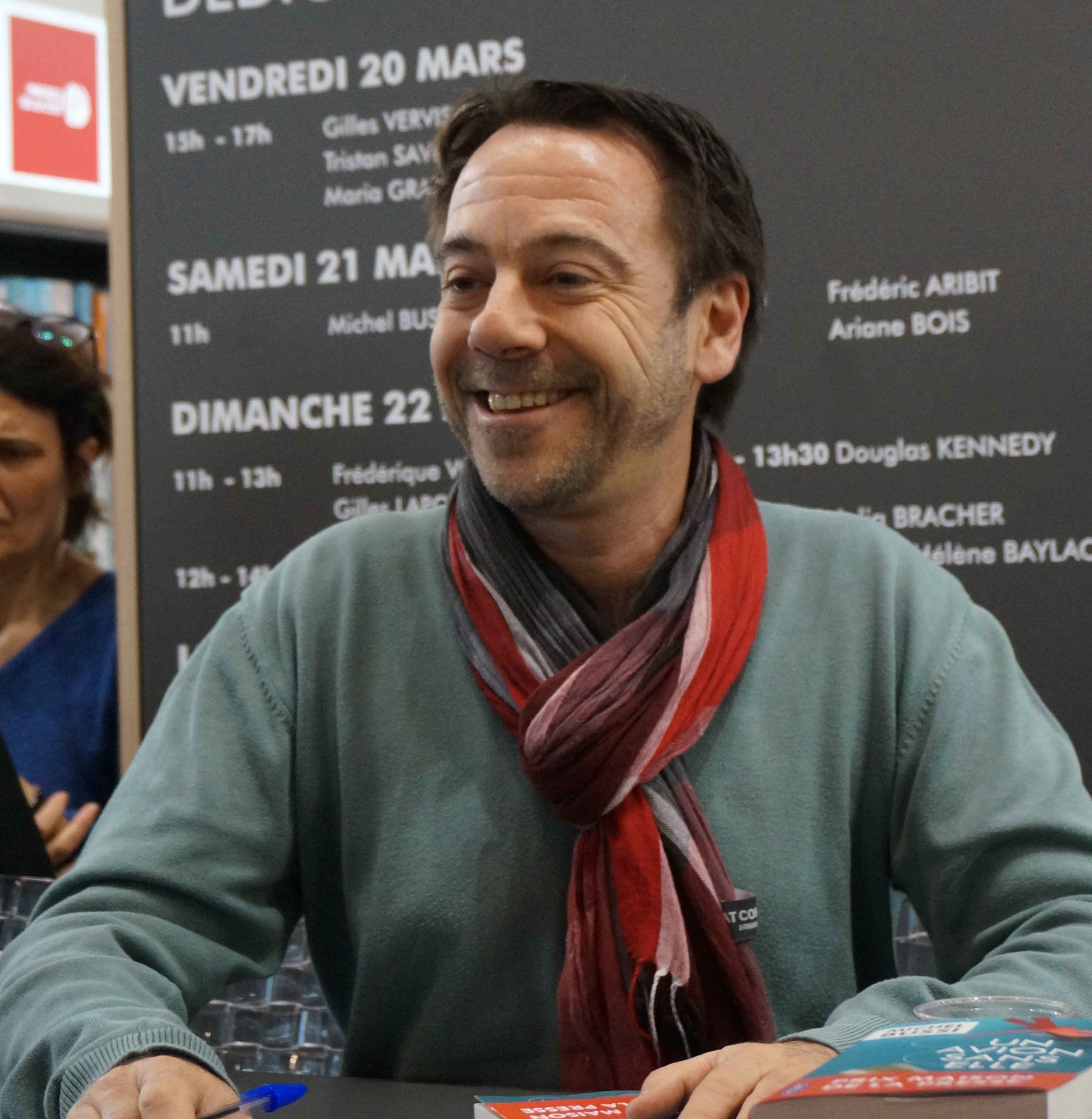
Michel Bussi em 2015

- Nymphéas noirs (2011) no Brasil: Ninfeias negras (Arqueiro, 2017)
- Un avion sans elle (2012) no Brasil: O Voo da Libélula (Arqueiro, 2015)
- Ne lâche pas ma main (2013)
- N'oublier jamais (2014)
- Gravé dans le sable (2015) (Versão reescrita do Omaha crimes)
- Maman a tort (2015)
- Le temps est assassin (2016)
- On la trouvait plutôt jolie (2017)
- J'ai dû rêver trop fort (2019) no Brasil: Eu Devia Estar Sonhando (Arqueiro, 2021)
- Au soleil redouté (2020)
- Rien ne t'efface (2021)
- Code 612: qui a tué le Petit Prince? (2021)

### Infantil
- Les Contes du Réveil Matin (2018) (ilustrado por Éric Puybaret)

#### Série N.E.O
- La Chute du soleil de fer (2020)
- Les Deux Châteaux (2021)

### Não-ficção
- Éléments de géographie électorale: à travers l'exemple de la France de l'Ouest (1998)
- Pour une nouvelle géographie du politique: territoires, démocratie, élection (2004)